# Skippy (cão)
Skippy (também conhecido como Asta, nascido em 1931 ou 1932; aposentado em 1939) foi um cão  Fox terrier de pelo duro que apareceu em vários filmes de Hollywood durante a década de 1930. Skippy é melhor conhecido pelo papel de "Asta", o mascote do casal de detetives do filme de 1934 The Thin Man, estrelado por William Powell e Myrna Loy. Devido a popularidade alcançada com o personagem, Skippy foi algumas vezes creditado como Asta em público e em outros filmes.

## Carreira

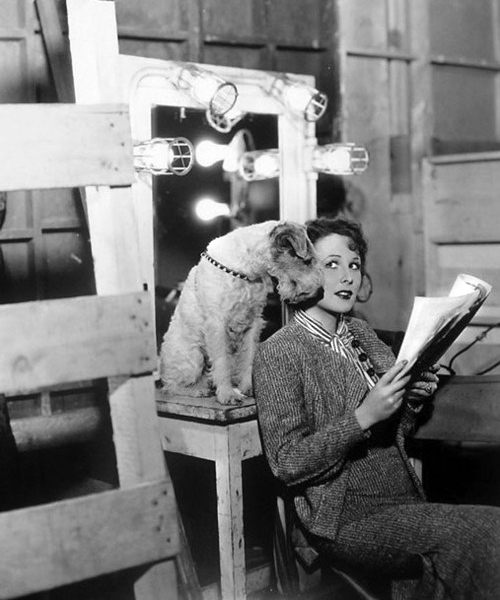
Skippy com Wendy Barrie no cenário de It's a Small World (1935)

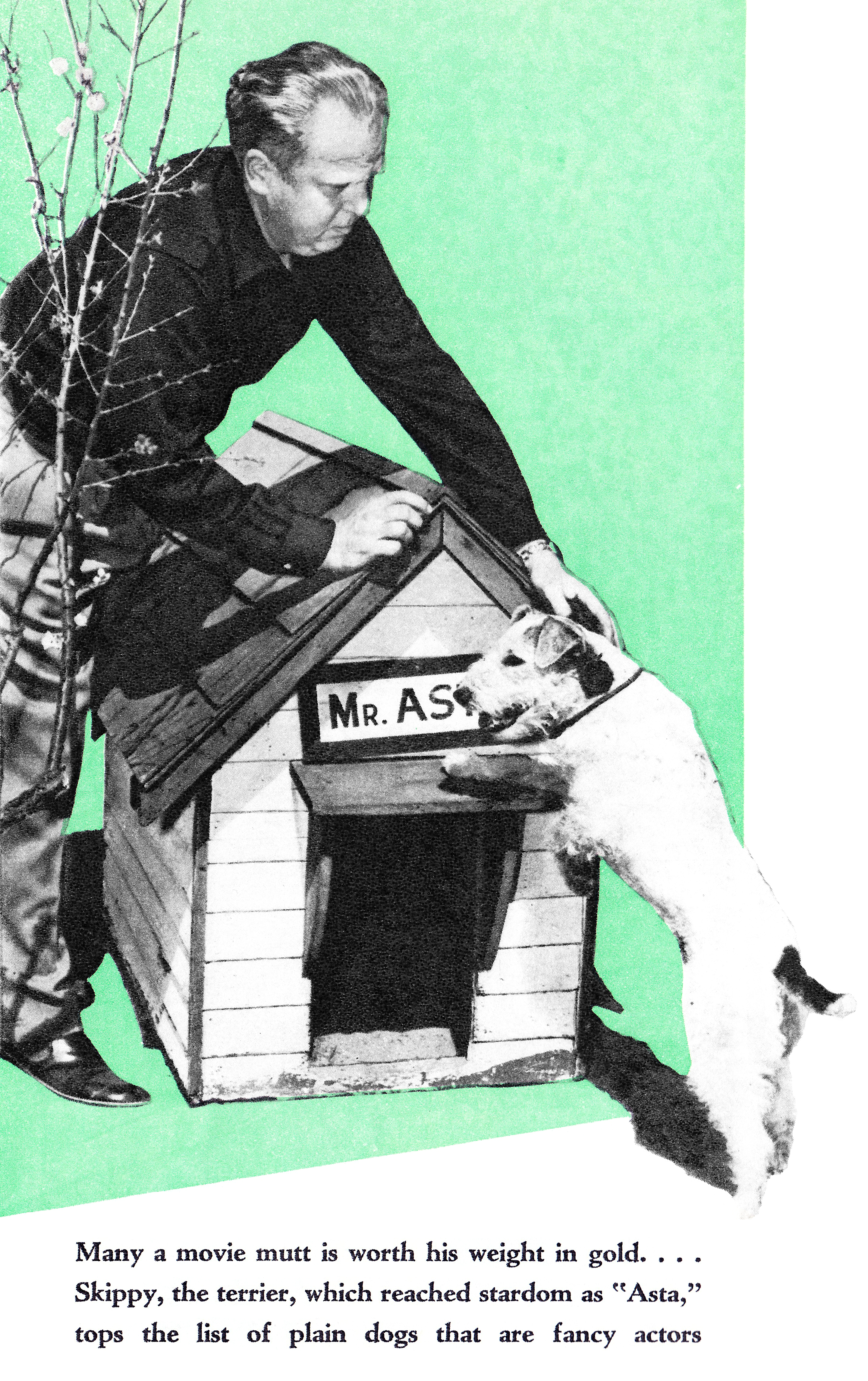
Skippy com o dono e treinador Henry East

Skippy foi treinado pelo seus donos Henry East e Gale Henry East e também por Frank Weatherwax, além dos assistentes Rudd Weatherwax e Frank Inn.
Em 1936, Skippy e muitos outros cães foram citados no livro Dog Stars of Hollywood de Gertrude Orr. Na época ela estimou a idade de Skippy em 4 anos e meio de idade, ficando a data de nascimento entre 1931–32. Foi afirmado que era um dos mais inteligentes animais que trabalhavam no cinema. Além dos comandos vocais, ele também obedecia sinais de mãos, muito importante para a atuação dos cães em filmes sonoros. Seu treinamento começou quando tinha três meses de idade e fez seu primeiro filme como profissional com um ano de idade, entre 1932–33, como um figurante fornecendo o "ambiente". No livro de Orr Skippy é mostrado em uma série de curtas publicitários com Wendy Barrie em It's a Small World, Mae Clarke em  The Daring Young Man e Mary Carlisle num flme não identificado. Ele alcançou o estrelato após The Thin Man de 1934.
Skippy também foi um sucesso como "Senhor Smith" no filme de 1937 The Awful Truth, em que seu personagem tem a guarda disputada pelo casal que se divorcia Cary Grant e Irene Dunne. (Numa gafe durante uma cena, Cary Grant brinca com "Senhor Smith" mas pode ser ouvido claramente ele chamá-lo de "Skippy").
Em Bringing Up Baby (1938), Skippy é "George" o escondedor de ossos da tia de Katharine Hepburn;e em Topper Takes a Trip (1938), ele foi "Senhor Atlas".
A Revista Americana detalhou a vida profissional e o perfil de Skippy em agosto de 1938, com o título "A Dog's Life in Hollywood"(tradução aproximada):
"Atrizes acenam amorosamente para Skippy. Elas o acariciam e murmuram palavras em suas orelhas. Ele aceita tudo isso em seu passo, porque, com os contratos, opções, e trabalho exigente diante das câmeras de cinema, ele não tem muito tempo para as atenções das mais belas estrelas de Hollywood. Mas, se lhe pagarem e lhe darem os sinais corretos ele se aninhará nos braços delas, vai mirá-las com olhos límpidos, e, se necessário, até uivar.
"Skippy, um esperto e pequeno cão terrier de pelo duro, é um dos maiores astros dos filmes. Ele leva uma glamurosa e luxuosa vida de cão. Considerado como um dos cães mais inteligentes do mundo, ganha 200 dólares em contratos assinados com a pata na linha pontilhada, por semana em cada aparição em filme, enquanto seu treinador recebe meros 60 dólares.
Sua dona é Madame Gale Henry East, uma proeminente comediante de cinema. ... "Quando Skippy bebe água em uma cena, da primeira vez ele realmente bebe. Se houver outras tomadas e tiver que repetir, ele fará a cena tão entusiasticamente como se sua garganta estivesse seca, mas estará fingindo. Se você prestar a atenção verá que ele apenas faz o movimento dos lábios e não bebe de verdade toda a água. E, porque tem senso de humor, vai amar quando você rir dizendo que o enganou mas que está tudo bem.
Trate um cão com gentileza e ele fará qualquer coisa no mundo por você".
Na época em que a maioria dos cães artistas ganhavam 3,50 dólares por dia, Skippy tinha um salário semanal de 250 dólares.

### The Thin Man

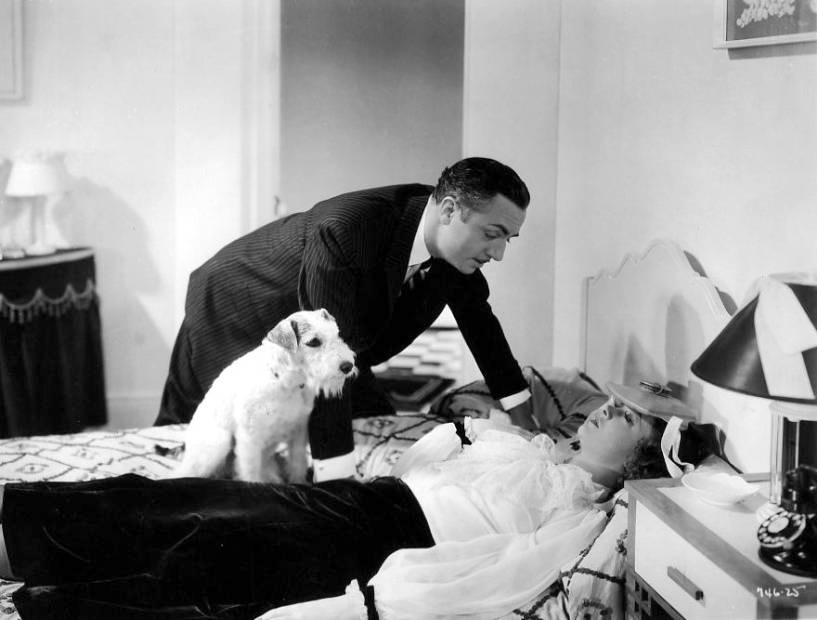
William Powell, Myrna Loy e Skippy em The Thin Man (1934)

O personagem "Asta" do filme The Thin Man, era o mascote canino brincalhão de Nick e Nora Charles, puxando-os em seus passeios pela cidade, escondendo-se dos perigos e farejando cadáveres. ("Asta, você não é um  terrier, é um cão policial" - Nick falava para ele) . O personagem depois apareceu nas sequências After the Thin Man, Another Thin Man, Shadow of the Thin Man, The Thin Man Goes Home, Song of the Thin Man e no programa de televisão dos anos de 1950 The Thin Man.
Loy escreveu que os autores não eram autorizados a interagirem com Skippy entre as filmagens; os Easts achavam que isso quebraria a concentração do animal. Skippy uma vez mordeu Loy durante uma filmagem.
O personagem original Asta nos livros de Dashiell Hammett era na verdade uma cadela Schnauzer. Devido a enorme popularidade do personagem Asta interpretado por Skippy, o interesse pelos cães terriers como mascote disparou. A fama de Asta é tão duradoura que o nome dele frequentemente é resposta nas palavras cruzadas do  The New York Times, geralmente de perguntas sobre o "cão de Thin Man" ou "Astro canino".

## Filmografia
| Data | Título                    | Personagem   | Notas                                         |
| ---- | ------------------------- | ------------ | --------------------------------------------- |
| 1934 | The Thin Man              | Asta         | Creditado como Asta                           |
| 1935 | The Big Broadcast of 1936 |              | Não creditado                                 |
| 1935 | Lottery Lover             | Pom Pom      | Creditado como Skippy                         |
| 1935 | It's a Small World        |              | [ 2 ]                                         |
| 1935 | The Daring Young Man      |              | Também conhecido como Man Proposes            |
| 1936 | After the Thin Man        | Asta         | Creditado como Asta                           |
| 1937 | Sea Racketeers            | Skipper      | Creditado como Skippy                         |
| 1937 | The Awful Truth           | Senhor Smith | Não ceditado                                  |
| 1938 | Bringing Up Baby          | George       | Creditado como Asta                           |
| 1938 | I Am the Law              | Habeas       | Creditado como Asta                           |
| 1938 | Keep Smiling              | Senhor Skip  | Creditado como Skippy                         |
| 1939 | Topper Takes a Trip       | Senhor Atlas | Creditado como Skippy                         |
| 1939 | Another Thin Man          | Asta         | Creditado como Asta                           |
| 1940 | Famous Movie Dogs         | Asta         | Curta                                         |
| 1940 | I'm Still Alive           |              | Não creditado mas chamado de Skippy aos 12:30 |
| 1941 | Shadow of the Thin Man    | Asta         | Creditado como Asta                           |
| 1944 | The Thin Man Goes Home    | Asta         | [ 5 ]                                         |
| 1947 | Song of the Thin Man      | Asta         | Sucessor de Skippy creditado como Asta        |

Obs.: Skippy interpretou Asta nos dois primeiros filmes de Thin Man. Outros terriers, treinados pela família Weatherwax e Frank Inn, assumiram o papel nos filmes subsequentes e também no programa de televisão.